# Kórházparancsnok
A kórházparancsnok a COVID–19 világjárvány idején a negyedik Orbán-kormány által tett intézkedések egyikeként egészségügyi  intézményekbe kirendelt megbízottja.
A kórházparancsnoknak a járványveszéllyel összefüggő szabályok betartására, és az egészségügyi készlet megóvására vonatkozó javaslatát az egészségügyi intézmény vezetője köteles végrehajtani. A kórházparancsnok orvosszakmai kérdésekben nem tehet javaslatot, és nem hozhat döntést.
2020. március 31-én Benkő Tibor honvédelmi miniszter az M1 aktuális csatorna műsorában bejelentette, hogy 108  kórházból 51-ben katonák lettek a kórházparancsnokok.

## Jogállása
A fekvőbeteg szakellátást, illetve a fekvőbeteg szakellátáshoz kapcsolódó járóbeteg szakellátást nyújtó egészségügyi intézmény  fenntartója - a fenntartó személyétől függetlenül - valamennyi telephelyén fokozott figyelemmel gondoskodik a koronavírus-járvány elleni védekezés érdekében a szükséges egészségügyi felszerelések, berendezések, gyógyszerkészletek és fertőtlenítőszerek (a továbbiakban együtt: egészségügyi készlet) megóvásáról.
A költségvetési forrásból beszerzett egészségügyi készletek felhasználásának ellenőrzésére a rendészetért felelős miniszter javaslatot tesz - szükség esetén a Koronavírus-járvány Elleni Védekezésért Felelős Operatív Törzs véleményének kikérését követően - az egészségügyi intézményhez kórházparancsnok kirendelésére.
A kórházparancsnok részére a rendészetért felelős miniszter javaslatára a miniszterelnök megbízólevelet állít ki. A megbízólevél kiállítását követően a kórházparancsnokot az egészségügyi intézményhez a rendészetért felelős miniszter rendeli ki.
A kórházparancsnok tevékenységét a rendészetért felelős miniszter - a 3. §-ban meghatározottak szerint - irányítja.
A kórházparancsnoknak a járványveszéllyel összefüggő szabályok betartására, és az egészségügyi készlet megóvására vonatkozó javaslatát az egészségügyi intézmény vezetője köteles végrehajtani.
A kórházparancsnok orvosszakmai kérdésekben nem tehet javaslatot, és nem hozhat döntést.
A 2. § (3) bekezdése szerinti jogkörét a rendészetért felelős miniszter az országos kórház-főparancsnok útján gyakorolja, aki meghatározza a kórházparancsnokok tevékenységi körét, és koordinálja tevékenységüket.
Az országos kórház-főparancsnokot és helyettesét a rendészetért felelős miniszter javaslatára a miniszterelnök bízza meg.
Az országos kórház-főparancsnok helyettese egészségügyi intézmény vezetésében jártassággal rendelkező orvos.